# Francisco Sales
Francisco de Sales Duarte Azevedo, mais conhecido como Francisco Sales, (Grossos, 26 de abril de 1952 — Porto Velho, 31 de janeiro de 2022) foi um técnico agrícola e político brasileiro, outrora deputado federal por Rondônia.

## Dados biográficos
Filho de Brás Azevedo de Souza e Júlia Duarte Azevedo. Técnico agrícola formado em 1972 pela Universidade Federal do Rio Grande do Norte, passou a residir em Rondônia no ano seguinte, onde trabalhou no Instituto Nacional de Colonização e Reforma Agrária (INCRA). Filiado à ARENA, foi nomeado administrador distrital de Ouro Preto do Oeste em 1977 pelo governador Humberto Guedes. No governo Jorge Teixeira foi nomeado prefeito de Ariquemes em 1979, cargo que exerceu até 1980 quando filiou-se ao PDS.
Eleito deputado federal por Rondônia em 1982, ausentou-se na votação da Emenda Dante de Oliveira em 1984 e votou em Paulo Maluf no Colégio Eleitoral em 1985, porém isso não o impediu de ser reeleito pelo PMDB em 1986 e participar da Assembleia Nacional Constituinte que elaborou a Constituição de 1988. Em 1990, perdeu a reeleição pelo PRN e em 1992 foi derrotado ao tentar a prefeitura de Ariquemes pelo PFL. Retornou à política ao ser eleito deputado estadual pelo PSC em 1994 e prefeito de Ariquemes pelo PTB nas 1996.
Morreu em Porto Velho, no dia 31 de janeiro de 2022, aos 69 anos, vítima de câncer.